# Villa Ellesbo
Villa Ellesbo är en herrgård belägen i stadsdelen Rödbo i Göteborgs kommun. Stadsarkitekten i Göteborg Carl Wilhelm Carlberg ritade 1795 Ellesbo herrgård och den omgivande trädgården åt landskamrerare Fredrik Magnus Åkerman. Den utformades 1795–96 i en italienskinspirerad stil med terrasser från villan ned mot vägen och Göta älv.
I trädgården finns flera sällsynta träd och många av imponerande ålder, exempel några åldriga jättelika ekar. Till det yttre är stället flera gånger om- och tillbyggt. I det inre finns ännu några målade kakelugnar, som bär spår av arkitektens omsorg vid inredningen av villan.
Trädgården smyckades med marmorskulpturer, karpdammar och olika exotiska växter. Det finns en parkväg ner genom trädgården. Tidigare fortsatte den med en allé till en brygga vid Göta älv. Här fanns då en färjeöverfart till Surte.  Allén fortsatte även på östra sidan om älven (Karons Allé) – ungefär till där nuvarande Europaväg E45 går.

## Historik
Ellesbo Nordgård var under 1700-talet bostad åt kommendanten på Bohus fästning. Gården, som då låg i Rödbo socken, övertogs 1790 av landskamreren Fredrik Magnus Åkerman (1754–1830), som i början av 1800-talet bodde i Åkermanska huset på Södra Hamngatan 25 i Göteborgs stad. Byggnaden och delar av inredningen liksom den nya trädgården ritades i början av 1790-talet av arkitekten Carl Wilhelm Carlberg. Han hade några år tidigare ritat Gunnebo slott. År 1796 var den nya huvudbyggnad klar på Ellesbo. Den blev då familjen Åkermans sommarbostad. År 1824 såldes Åkerman Ellesbo till sin son, som var borgmästare i Mariestad. Denne behöll dock inte herrgården längre än två år utan sålde Ellesbo till grosshandlare Wilhelm Werner Rhedin.

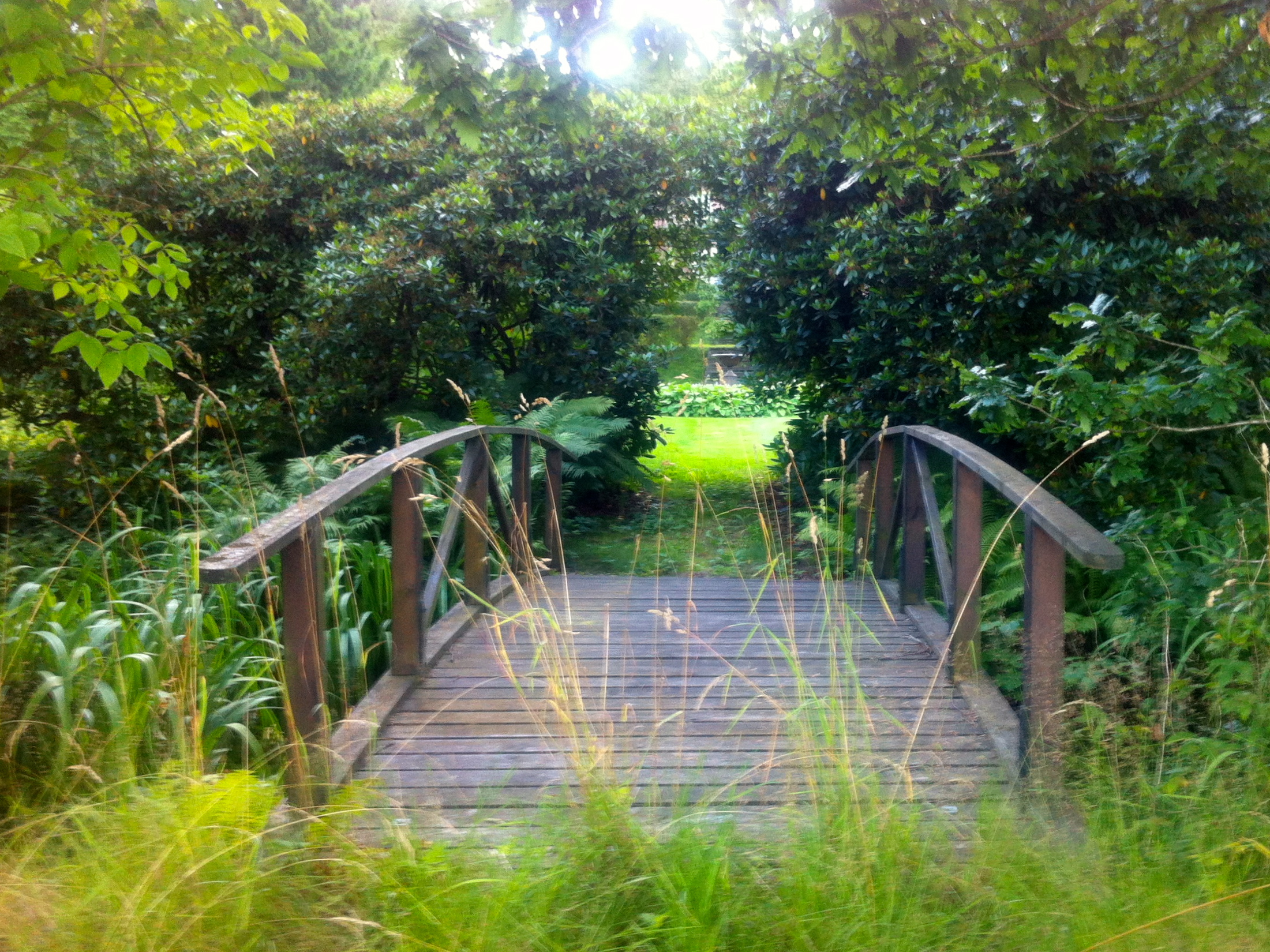
Spång i trädgården, Villa Ellesbo.

Villa Ellesbo kom under 1800-talet att byggas om och inreddes till åretruntbostad då även nya ekonomibyggnader uppfördes.  På 1880-talet förekommer Ellesbo herrgård i Surtes historia då Missionsförsamlingen i Surte inte fick ha sina väckelsemöten på brukets område, vare sig de hölls utomhus eller i någons hem – allt för att stoppa den nya rörelsen. Lars Jönsson, som var trädgårdsmästare på Ellesbo herrgård, lyckades dock få tillåtelse att hålla möten i Ellesbo herrgård till stor glädje för de troende. Här höll man till under sommaren och när hösten kom samlades man i makarna Jönssons hem.
Mellan 1892 och 1924 ägdes Ellesbo herrgård av brukspatronen Werner Rhedin på Surte glasbruk. Han lät utvidga och komplettera både trädgården och parken. Han utförde omfattande planteringar med många slag av främmande och sällsynta trädarter. Det finns uppgifter om, att Rhedin kom på obestånd och började sälja av lösöre bland annat några statyer från Ellesbo. En minnessten över Werner Rhedin är uppställd i parken. 
Under åren 1924–46 innehades Ellesbo herrgård av Willinska fattigfriskolan, som drivit sin verksamhet vid Stampen från 1767. På Ellesbo herrgård hade skolan internat för fattiga barn, som undervisades i bland annat träslöjd och trädgårdsskötsel. År 1946 tog major A. Jacobsson över gården. Han lät restaurera huvudbyggnaden efter ritningar av arkitekten Anders Funkquist. Då revs de tillbyggda sidopartierna. Gösta Vahlne köpte herrgården 1953.

## Beskrivning
Villa Ellesbo är ett mycket typiskt exempel på de herrgårdsliknande anläggningar, som skapades av framstående göteborgsfamiljer under 1700-talet och början av 1800-talet. Av särskilt värde är huvudbyggnaden och trädgården, som delvis har kvar den ursprungliga karaktären från slutet av 1790-talet. Intressant är också parken med gamla ekar och inplanterade trädarter.

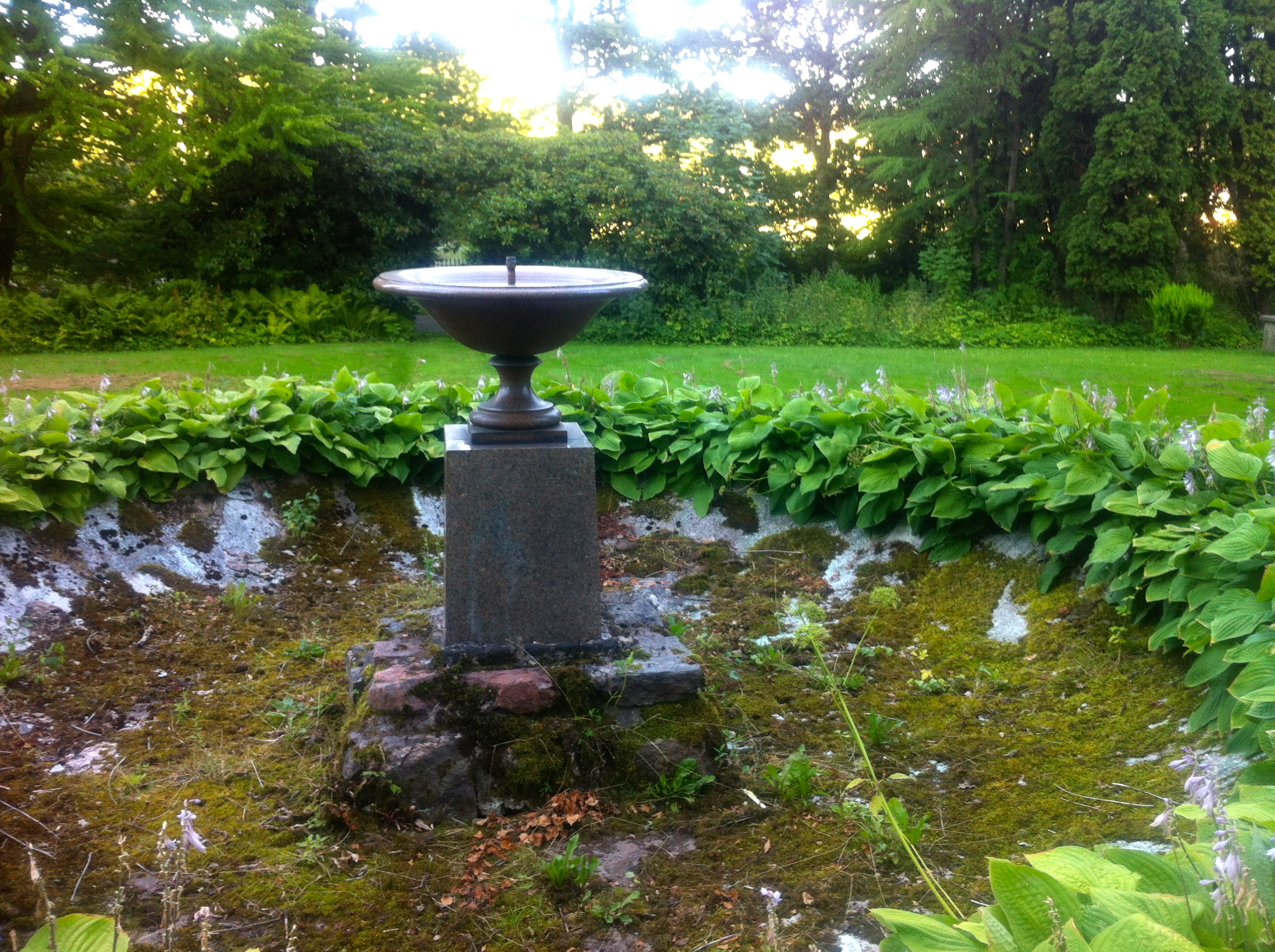
Springbrunn i parken, Villa Ellesbo.

Enligt en beskrivning från 1820-talet var huvudbyggnaden på Ellesbo en ”caractersbyggning på det italienska sättet”. Mittdelen hade två våningar och sidopartierna en våning. Trädgården var strikt anlagd med terrasseringar och prydd med fyra statyer utförda av skulptören Gioacchino Frulli, (1766–1801) , som varit elev till Tobias Sergel. År 1826 övertogs Ellesbo av grosshandlare Martin Wilhelm Rhedin – farfar till Martin Werner Rhedin – och gården stannade kvar inom denna släkt till 1924. Under denna period förändrades huvudbyggnaden; omkring 1850 genomfördes en större ombyggnad efter ritningar av arkitekten Pehr Johan Ekman. Nya ekonomibyggnader tillkom under 1800-talets senare del. År 1898 inreddes byggnaden som åretruntbostad och i början av 1900-talet utökades huset med flera tillbyggnader och en balkong.
Interiörens mest intressanta delar är de tre rum i bottenvåningen, som har kvar den ursprungliga karaktären. De har tidstypiska snickerier och elegant dekorerade kakelugnar, som är ursprungliga från 1790-talet. I salen står en stor ugn med flerfärgad rik blomsterdekor. Salongen har en så kallad kolonnkakelugn med dekor i violett. I det tredje rummet finns en ugn, som har blå dekor och en hög nisch med halvcirkelformad avslutning uppåt.
Öster om huvudbyggnaden mot Europaväg E6 ligger den terrasserade och i huvudsak symmetriskt anlagda trädgården med tuktade häckar och en allé, som går upp mot huvudbyggnaden. De fyra höga ekarna framför huvudbyggnaden har ansats och formklippts med en krona i toppen och en längre ner för att utsikten skulle bli storslagen. Gången i trädgårdens mittaxel avslutas vid en järngrind.
Här anslöt tidigare en helt rak väg med en allé, som ledde ner mot älven där Ellesbo herrgård hade en egen färja. Rester av allén och den stenskodda bryggan finns kvar. Framför huvudbyggnadens entréfasad finns en rymlig gårdsplan. Den avgränsas mot norr av ett envånings bostadshus, som troligen är äldre än huvudbyggnaden. Här står också en mindre ekonomibyggnad, som har en vällingklocka på taknocken. Vid uppfartsvägens motsatta sida ligger två stora ekonomibyggnader, vilka används som verkstäder. Dessa utgör en väsentlig del av helhetsmiljön.
Ellesbo omfattar idag ett 10-tal byggnader, trädgård och ett anslutande grönområde, som delvis har parkkaraktär. Huvudbyggnaden är av trä i två våningar med ett förhöjt svagt utskjutande mittparti. Entrésidan är försedd med en ”utbyggd” förstuga och mot trädgården har mittpartiet en altan med kolonner som bär en balkong.

## Ellsboservisen

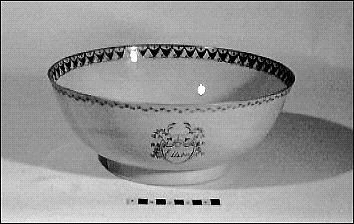
Bålskål från Ellsboservisen, Göteborgs stadsmuseum.

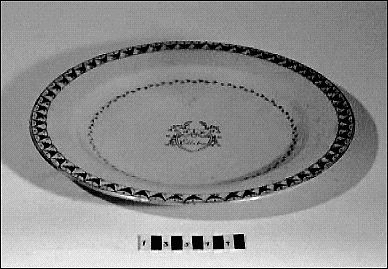
Fat från Ellsboservisen, Göteborgs stadsmuseum.

Servisen för Villa Ellesbo tillverkades av ostindiskt vitt porslin med målad dekor för ett bålbord. Magnus Fredrik Åkerman beställde servisen i samband med förvärvet av Villa Ellesbo. Bilderna visar en skål för punschbål med fat ur en större servis. 
Utvändigt är skålen dekorerad med en draperibård i lila och guld runt kanten, sköld med namnet Ellsbo omgiven av små gula blommor och gröna blad. Invändigt är skålen dekorerad med en bladranka i guld och grönt runt kanten. Två delar av servisen finns numera i samlingarna vid Göteborgs stadsmuseum.

## Galleri

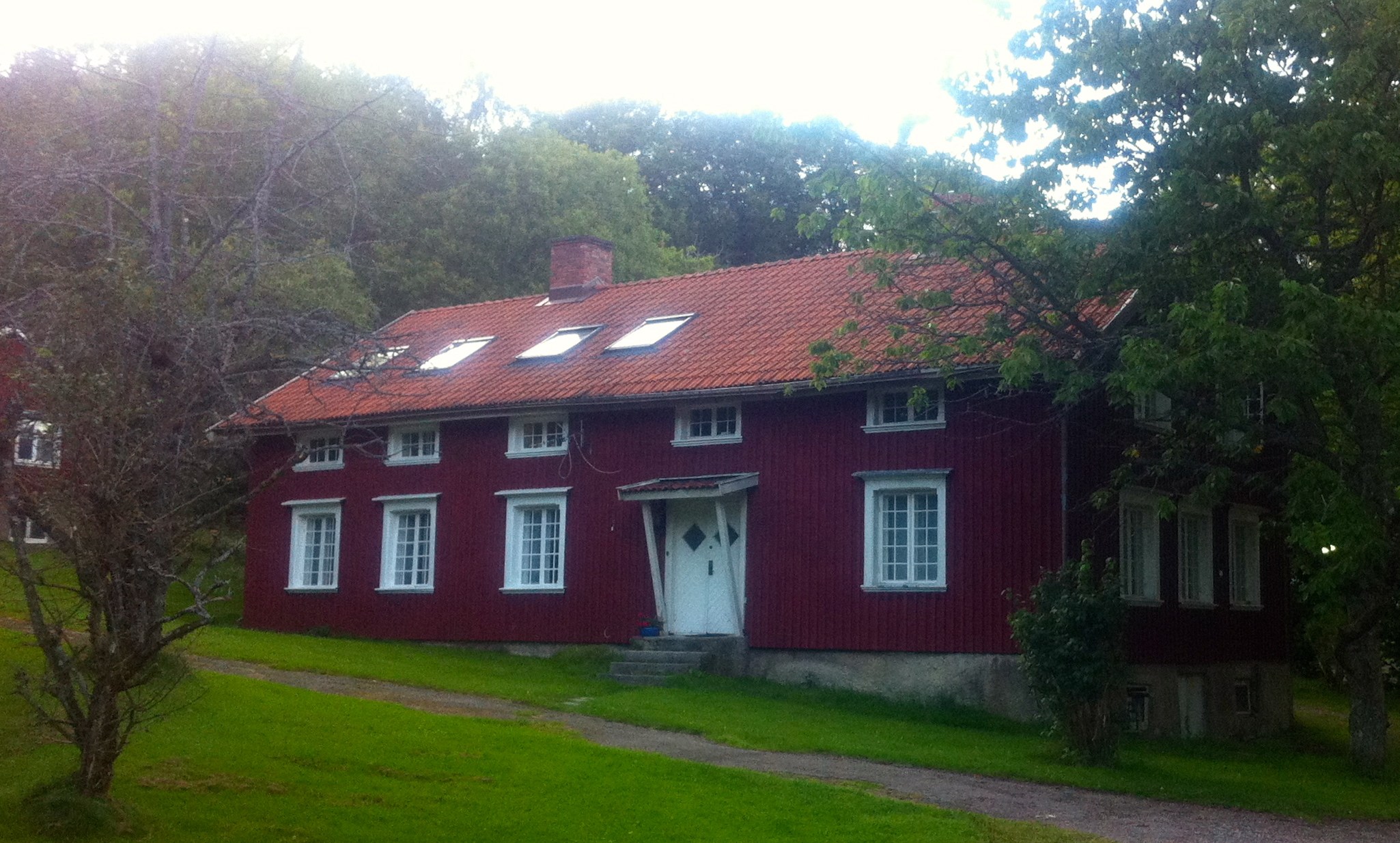
Flygeln, Villa Ellesbo.
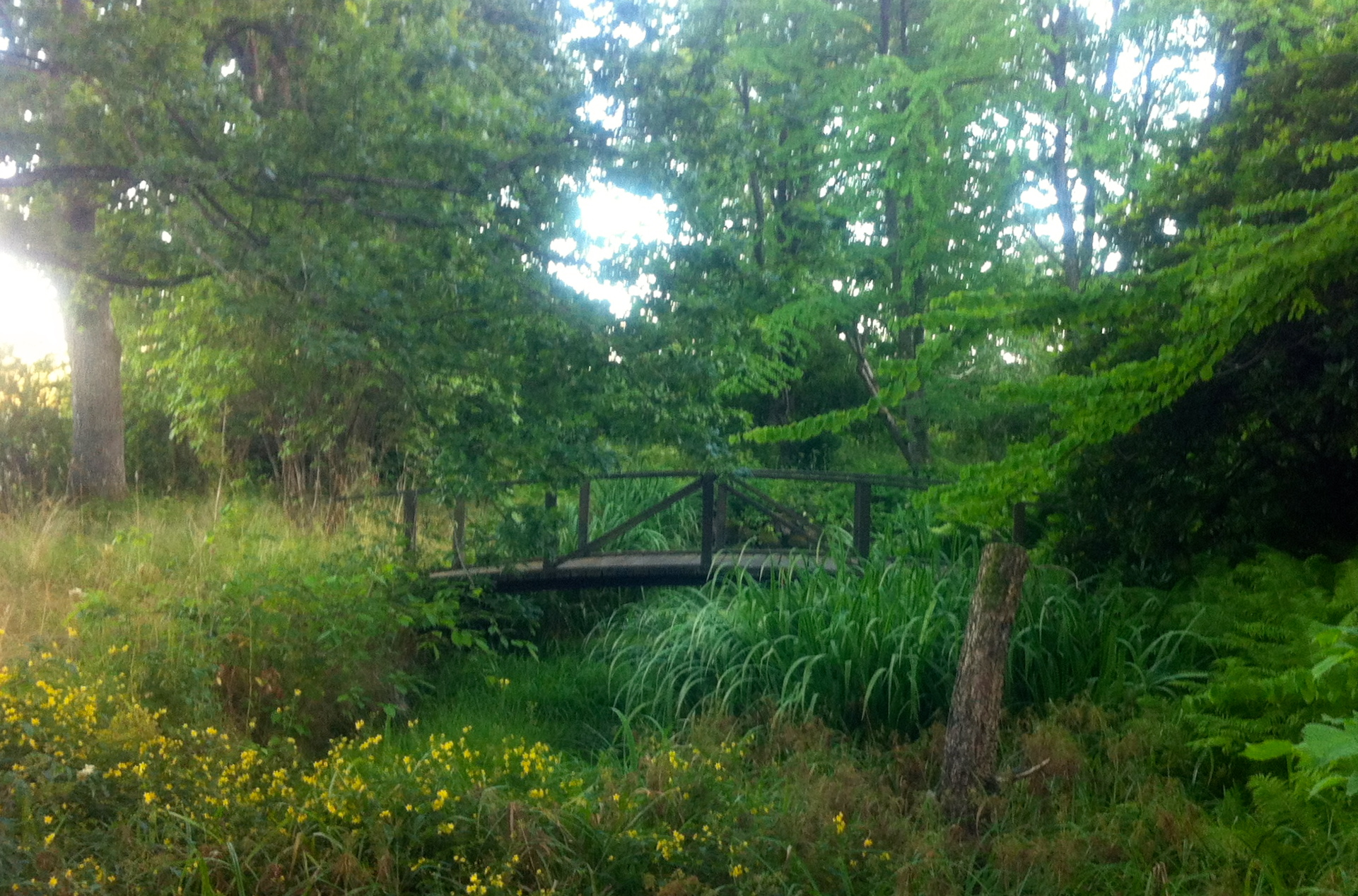
Trädgården, Villa Ellesbo.
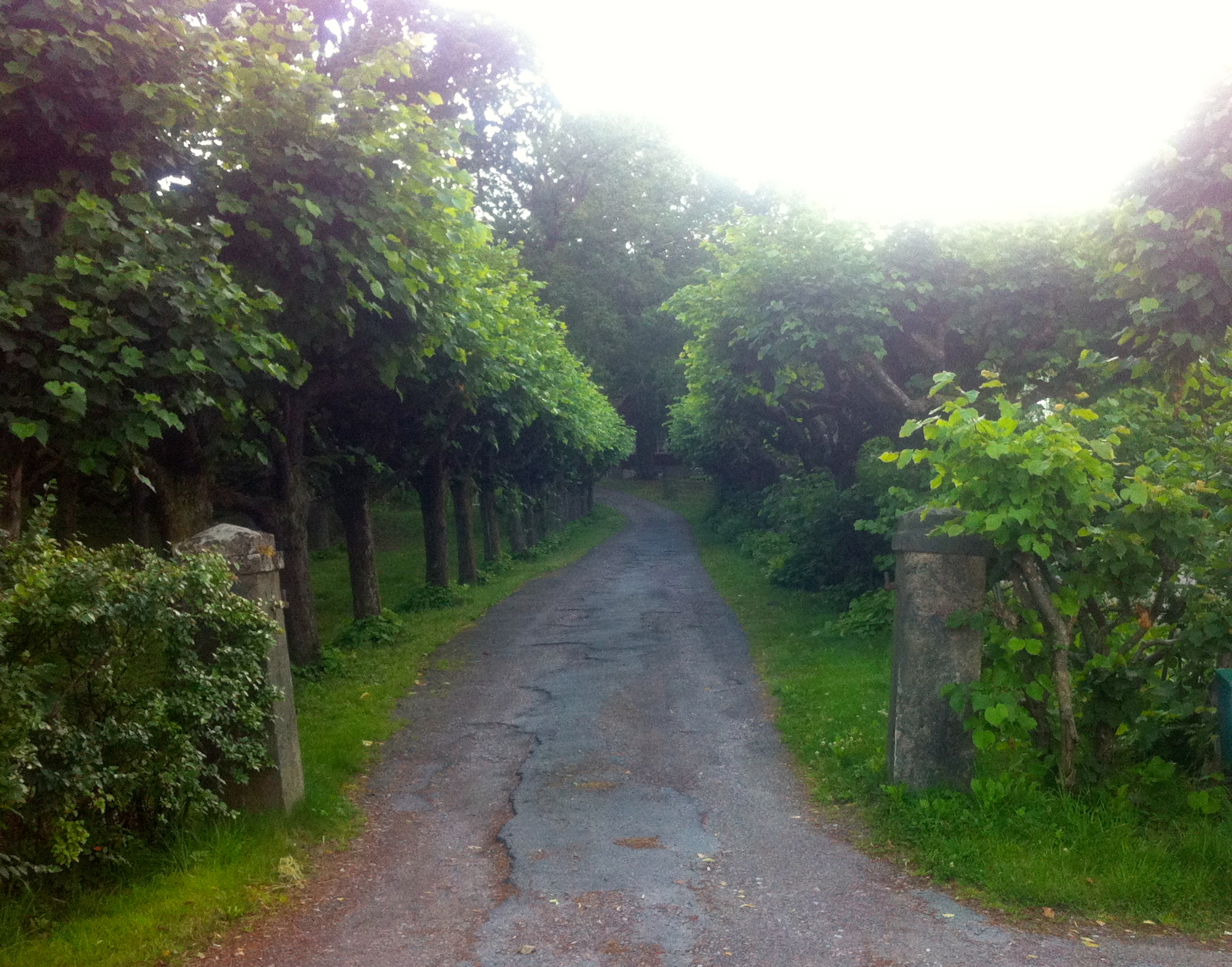
Infarten, Villa Ellesbo.
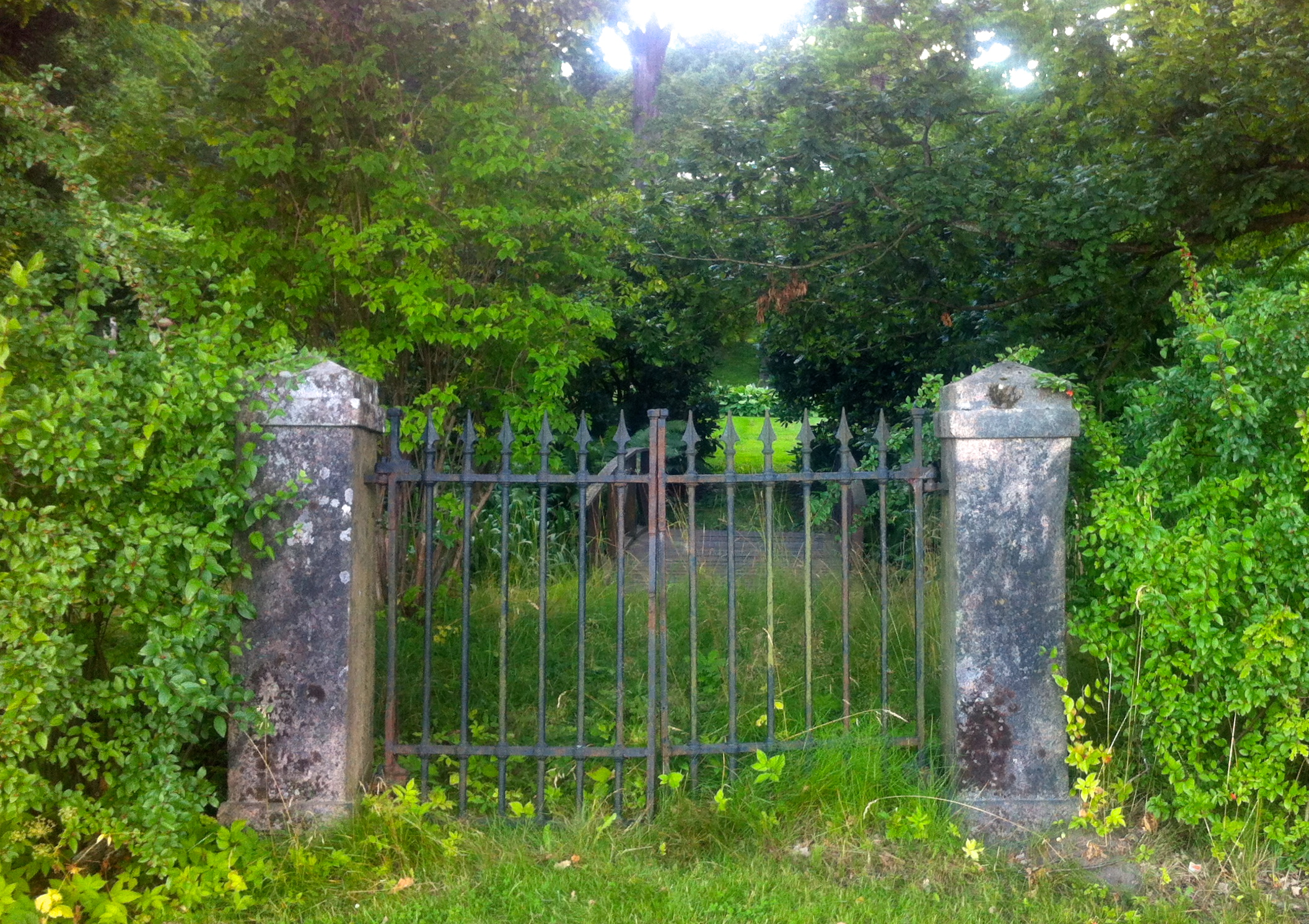
Järngrind vid ingången till Villa Ellesbo.